# 格拉夫特沙夫特河
51°8′37.37″N 8°17′15.5″E / 51.1437139°N 8.287639°E

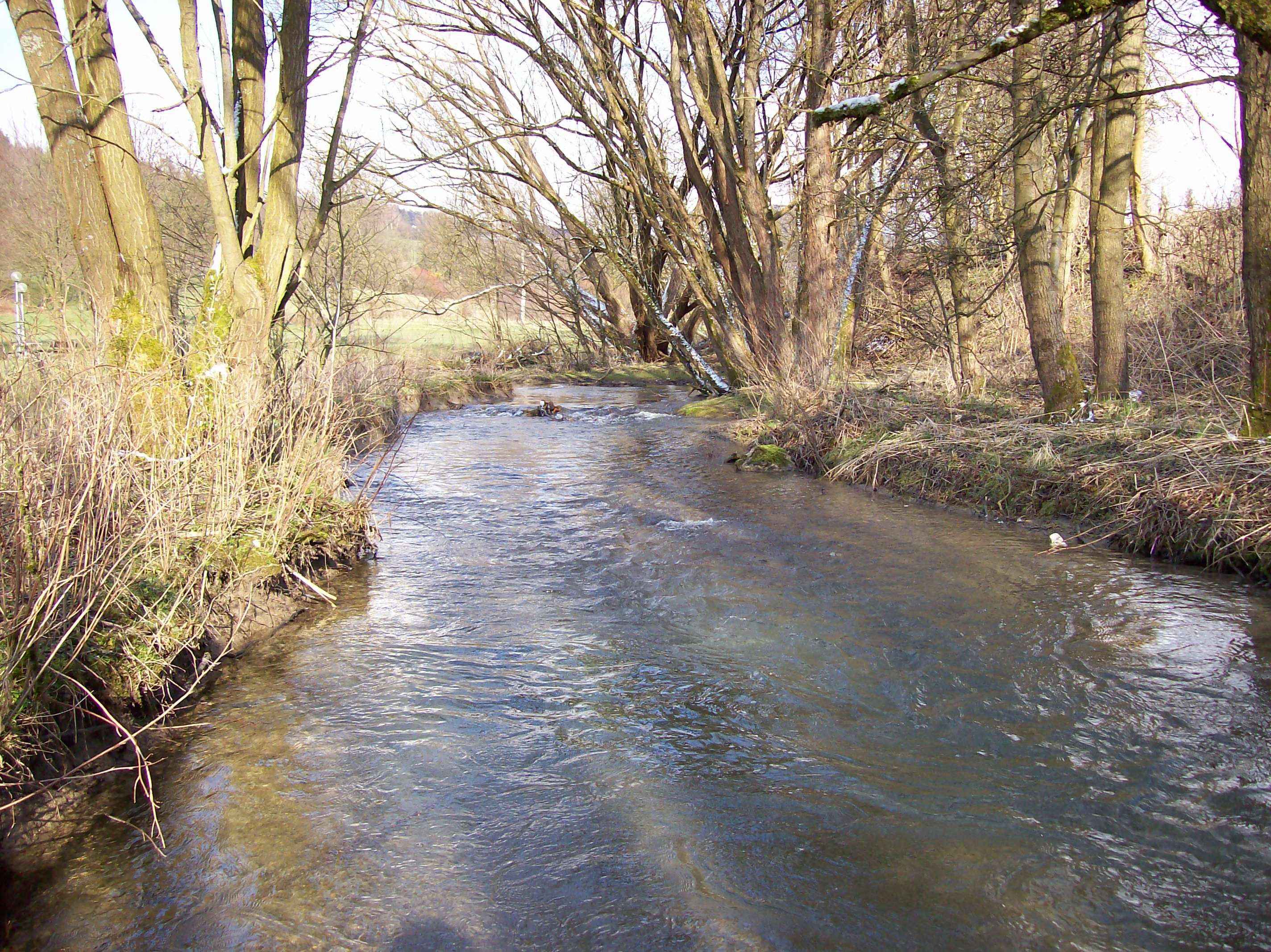
格拉夫特沙夫特河

格拉夫特沙夫特河（德語：Grafschaft），是德國的河流，位於該國西部，流經北萊茵-威斯特法倫州，屬於萊內河的左支流，河道全長6公里，流域面積12.4平方公里。